# Suðurfirðir
Suðurfirðir är en fjord i republiken Island.   Den ligger i regionen Västfjordarna, i den västra delen av landet, 190 km norr om huvudstaden Reykjavík.
Inlandsklimat råder i trakten. Årsmedeltemperaturen i trakten är 0 °C. Den varmaste månaden är juli, då medeltemperaturen är 10 °C, och den kallaste är mars, med −6 °C.